# Ракищен
Ракѝщен, още Ракищан, Ракищани или Ракища (на гръцки: Κατάχλωρο, Катахлоро, катаревуса Κατάχλωρον, Катахлоро, до 1927 година Ρακίστα, Ракиста), е обезлюдено село в Република Гърция, разположено на територията на дем Неврокоп (Неврокопи) в област Източна Македония и Тракия.

## География
Ракищен се намира на 640 m надморска височина на десния бряг на река Места на Бесленския рид. Съседните му села са Беслен, Годешево, Туховища, Слащен, Избища, Витово, Дебрен и Гущерак. Селото се намира почти на самата граница с България. Разположено е на важен път, който в миналото свързва Неврокоп със селата по северните склонове на Боздаг.

## История

### Етимология
Йордан Заимов смята, че етимологията на името на селото е от ракита, но според Йордан Н. Иванов името Ракищен е от първоначално патронимично име от личното име Рако.
Според академик Иван Дуриданов етимологията на името е от първоначалната форма Ракищане (-ани), жителско име със суфикс -jane, производно от местното име Ракита: *Ракытјане.

### В Османската империя
Селото се споменава за първо в османски подробен регистър от 1464-65 година. Регистрирани са 1 мюсюлманско и 60 немюсюлмански домакинства, както и 17 неженени немюсюлмани и 6 вдовици. В подробен регистър на тимари и хасове във вилаетите Кара су, Драма, Зъхна, Кешишлик, Сироз, Неврокоп, Тимур хисар и Селяник от 1478-1479 година поименно са изброени главите на домакинства в Ракищен (Ракищани), спадащо към Испанеполе, съответно: 3 мюсюлмани, 158 немюсюлмани, 4 неженени немюсюлмани, 6 вдовици - общо 171 ханета. В съкратен регистър на тимари, зиамети и хасове в ливата Паша от 1519 година село Ракищен (Ракищане) е вписано както следва - мюсюлмани: 19 домакинства, неженени - 10; немюсюлмани: 219 домакинства, неженени - 18, вдовици - 11. В подробен регистър на тимари, зиамети, хасове, чифлици, мюлкове и вакъфи в казите и нахиите по териториите на санджака Паша от 1524-1537 година от село Ракищен (Ракищен) са регистрирани мюсюлмани: 1 неженен; немюсюлмани: 11, неженени - 1, вдовици - 2. В съкратен регистър на санджаците Паша, Кюстендил, Вълчитрън, Призрен, Аладжа хисар, Херск, Изворник и Босна от 1530 година са регистрирани броят на мюсюлманите и немюсюлманите в населените места. Регистрирано е и село Ракищен (Ракъщане) с мюсюлмани: 23 домакинства, неженени - 15; немюсюлмани: 208 домакинства, неженени - 25; вдовици - 10. В подробен регистър на санджака Паша от 1569-70 година е отразено данъкоплатното население на Ракищен както следва: мюсюлмани - 31 семейства и 18 неженени; немюсюлмани - 38 семейства, 96 неженени, 8 вдовици и 1 бащина. В списък на селищата и броя на джизие ханетата във вилаета Неврокоп от 13 март 1660 година село Ракищен (Рак(и)щани) е посочено като село, в което немюсюлманите се облагат с 10 такива. През 1671 година в Неврокоп били свикани посланици от всички села в казата да свидетелстват в съда, че им е била изплатена изкупената от държавата продукция. От мюсюлманските села бил пращан мюсюлманин, от християнските – християнин, а от смесените – мюсюлманин и християнин. Селата, в които живели хора с по-висок обществен статут, са представени от тях без значение от религията им. В този документ Ракищен (Ракищани) е представено от спахията Мустафа. В подробен регистър за събирането на данъка авариз от казата Неврокоп за 1723 година от село Ракищен (Ракищани) са зачислени 20 мюсюлмани, 11 владеещи чифт и 14 облагаеми домакинства.
| Година                                                          | Население   | Население   | Население   | Население   | Население | Общо |
| --------------------------------------------------------------- | ----------- | ----------- | ----------- | ----------- | --------- | ---- |
| Година                                                          | Немюсюлмани | Немюсюлмани | Немюсюлмани | Мюсюлмани   | Мюсюлмани | Общо |
| Година                                                          | Домакинства | Неженени    | Вдовици     | Домакинства | Неженени  | Общо |
| 1464-65                                                         | 60          | 17          | 6           | 1           | -         | 84   |
| 1478-79                                                         | 158         | 4           | 6           | 3           | -         | 171  |
| 1519                                                            | 219         | 18          | 11          | 19          | 10        | 277  |
| 1530                                                            | 208         | 25          | 10          | 23          | 15        | 281  |
| 1569                                                            | 38+1        | 96          | 8           | 31          | 18        | 192  |
| 1660                                                            | 10 ханетаi  | 10 ханетаi  | 10 ханетаi  | ?           | ?         | ?    |
| 1723                                                            | -           | -           | -           | 35          | 35        | 35   |
| i през XVII век едно домакинство не отговаря точно на едно хане |             |             |             |             |           |      |

В XIX век Ракищен е мюсюлманско село в Неврокопска каза на Османската империя. В „Етнография на вилаетите Адрианопол, Монастир и Салоника“, издадена в Константинопол в 1878 година и отразяваща статистиката на населението от 1873 година, Ракищен (Rakishtène) е посочено като село с 85 домакинства и 220 жители мюсюлмани.
В 1891 година Георги Стрезов пише за селото:
| „ | Ракищен, село с 90 къщи, българе. | “ |

Съгласно статистиката на Васил Кънчов („Македония. Етнография и статистика“) към 1900 година в Ракищен (Ракищенъ) живеят 620 българи мохамедани, а броят на помашките къщи е 20, докато в селото има общо 120 къщи.

### В Гърция
В 1913 година след Междусъюзническата война селото попада в Гърция. Според гръцката статистика, през 1913 година в Ракищен (Ρακίτσα, Ракица) живеят 1043 души. В 1913 година няколко бежански семейства от Ракищен се заселват в останалото в България Слащен. През 1920 година в селото са регистрирани 698 жители, което значи, че селото е пострадало доста от Първата световна война.
В 1923 година жителите на Ракищен като мюсюлмани по силата на Лозанския договор са изселени в Турция. В 1927 година името на селото е сменено от Ракиста (Ρακίστα) на Катахлорон (Κατάχλωρον). До 1928 година в Ракищен са заселени 58 гръцки семейства със 184 души - бежанци от Турция. През 1928 година в селото живели 207 души. През 1940 година са регистрирани 301 души. Селото е отново обезлюдено в периода 1946 - 1949 година по време на Гражданската война в Гърция, като след края на войната на жителите му не е позволено да се завърнат.
| Година    | 1913 | 1920 | 1928 | 1940 | 1951 | 1961 | 1971 | 1981 | 1991 | 2001 | 2011 | 2021 |
| --------- | ---- | ---- | ---- | ---- | ---- | ---- | ---- | ---- | ---- | ---- | ---- | ---- |
| Население | 1043 | 698  | 207  | 301  |      |      |      |      |      |      |      |      |